# Kōri no ue ni Tatsu yō ni
"Kōri no ue ni Tatsu yō ni" (氷の上に立つように "Like Standing on Ice") là đĩa  đơn thứ sáu của ca sĩ Komatsu Miho được phát hành vào ngày 14 tháng 10 năm 1998. Bài hát được sử dụng làm bài hát kết thúc thứ 6 anime Thám tử lừng danh Conan. Đĩa đơn này đứng vị trí số 5 14 tuần với số đĩa bán ra hơn  160,000 bản